# والت بروستر
والت بروستر (بالإنجليزية: Walt Brewster)‏ هو لاعب كرة قدم أمريكية أمريكي، ولد في 16 أغسطس 1907، وتوفي في 30 يناير 1985.